# Jacques Molinos
Pour les articles homonymes, voir Molinos.
Jacques Molinos (né à Lyon le 4 juin 1743 et mort à Paris le 20 février 1831) est un architecte français.

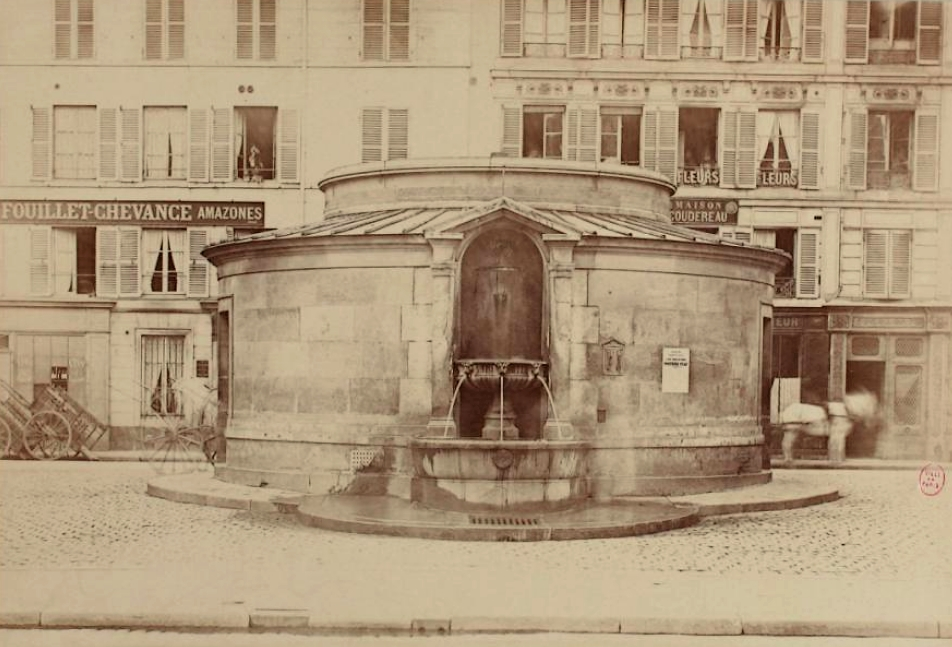
Fontaine du Marché-Saint-Honoré dans le 1er arrondissement de Paris, détruite vers 1955. Photographie de Pierre Edmond, 1877.

## Biographie
Jacques Molinos étudia à l'Académie royale d'architecture sous la direction de Jacques-François Blondel. Entré en 1813, il fut admis en 2ème Classe 
En 1775, il construisit la maison Jacquin au Pré-Saint-Gervais. Puis, de 1780 à 1784, il se vit confier par le marquis Louis-Zacharie de Vasan le chantier du château de Puisieux près de Villers-Cotterêts (détruit).
Avec son ami et associé Jacques-Guillaume Legrand, il édifia la coupole en charpente de la Halle aux blés (dont est issue l'actuelle Bourse de commerce de Paris), qui démontrait les qualités de la charpente à petits bois conçue par Philibert Delorme au XVIe siècle (1782-1783). Cette réalisation fut très admirée, notamment par Thomas Jefferson, alors ministre des États-Unis à Paris. Sur le même principe, les deux architectes construisirent ensuite la Halle aux draps (1786, détruite en 1855).
En 1785, Legrand et lui visitèrent l'Italie, pays qui n’a pourtant vu le jour que le  17 mars 1861, soit 76 ans après. De retour à Paris, ils construisirent pour eux-mêmes en 1789 deux immeubles rue Saint-Florentin où ils installèrent un « musée de l'ordre dorique ».
Molinos et Legrand réaménagèrent également l'hôtel Marbeuf, 31 rue du Faubourg-Saint-Honoré, célèbre pour le raffinement de sa décoration polychrome dans le goût de l'Antiquité (détruit), et construisirent le théâtre Feydeau pour la Comédie-Italienne (1789-1790, détruit) et la mairie d'Auteuil, en forme de temple grec (1792).
Pour Jacques-Henri Bernardin de Saint-Pierre, dernier intendant du Jardin des Plantes, Jacques Molinos édifia des abris pour la nouvelle ménagerie, tour à tour en forme de huttes primitives et de pavillons néoclassiques (1792-1793). Nommé architecte du Muséum national d'histoire naturelle en 1794, il modifia le Grand amphithéâtre construit par Edme Verniquet en agrandissant la salle et en ajoutant des pavillons semi-circulaires à usage de laboratoires (1794) et édifia la rotonde des éléphants (1801-1802).
Il fut inspecteur des bâtiments civils du département de la Seine et architecte de la ville de Paris (1817). Il acheva la construction des pavillons d'octroi de l'enceinte des fermiers généraux (1804-1830), notamment le bâtiment d'octroi de la porte de Charenton  (1822) et la Barrière de Rochechouart (1826). Il construisit la fontaine Valhubert, la fontaine du Marché-Saint-Honoré (1809, détruite). Il construisit la Halle au Vieux linge, composée de quatre pavillons autour du Carreau du Temple (1810-1811, détruite).
En 1827, il commença la construction de l'église Saint Jean-Baptiste à Neuilly-sur-Seine, qui fut achevée par son fils Auguste Isidore Molinos (1795-1850).
Il fut nommé chevalier de la Légion d'Honneur en 1814. Il fut élu membre de l'Académie des beaux-arts en 1829.

## Principales réalisations
- 1789 : immeubles no 6 et no 8 rue Saint-Florentin, Paris .
- 1801-1802 : Rotonde des éléphants du Jardin des Plantes de Paris .

### Iconographie
- Portrait de monsieur Molinos, architecte, par Augustin-Désiré Pajou[3]